# (5779) Schupmann
(5779) Schupmann est un astéroïde de la ceinture principale.

## Description
(5779) Schupmann est un astéroïde de la ceinture principale. Il fut découvert le 23 janvier 1990 à Kushiro par Seiji Ueda et Hiroshi Kaneda. Il présente une orbite caractérisée par un demi-grand axe de 3,01 UA, une excentricité de 0,08 et une inclinaison de 11,0° par rapport à l'écliptique.

## Compléments